# ヌエボ・レオン州

ヌエボ・レオン州
Estado Libre y Soberano de Nuevo León

ヌエボ・レオン州 (ヌエボ・レオンしゅう、Estado de Nuevo León) は、メキシコの北東部に位置する州である。州都はモンテレイ (Monterrey) 。東にタマウリパス州、南にサカテカス州とサン・ルイス・ポトシ州、西にコアウイラ州と接する。北にはタマウリパス州が位置しているが、さらにその北15kmにはアメリカ合衆国との国境がある。
面積64,924km2、2010年国勢調査での人口は4,643,321人。

## 主要都市
- モンテレイ
- グアダルーペ
- サン・ニコラス・デ・ロス・ガルサ
- サン・ペドロ・ガルサ・ガルシア
- サンティアゴ (ヌエボ・レオン州)
- サンタ・カタリーナ